# Crotalaria priestleyoides
Crotalaria priestleyoides är en ärtväxtart som beskrevs av John Gilbert Baker. Crotalaria priestleyoides ingår i släktet sunnhampor, och familjen ärtväxter. Inga underarter finns listade i Catalogue of Life.